# James de Carle Sowerby

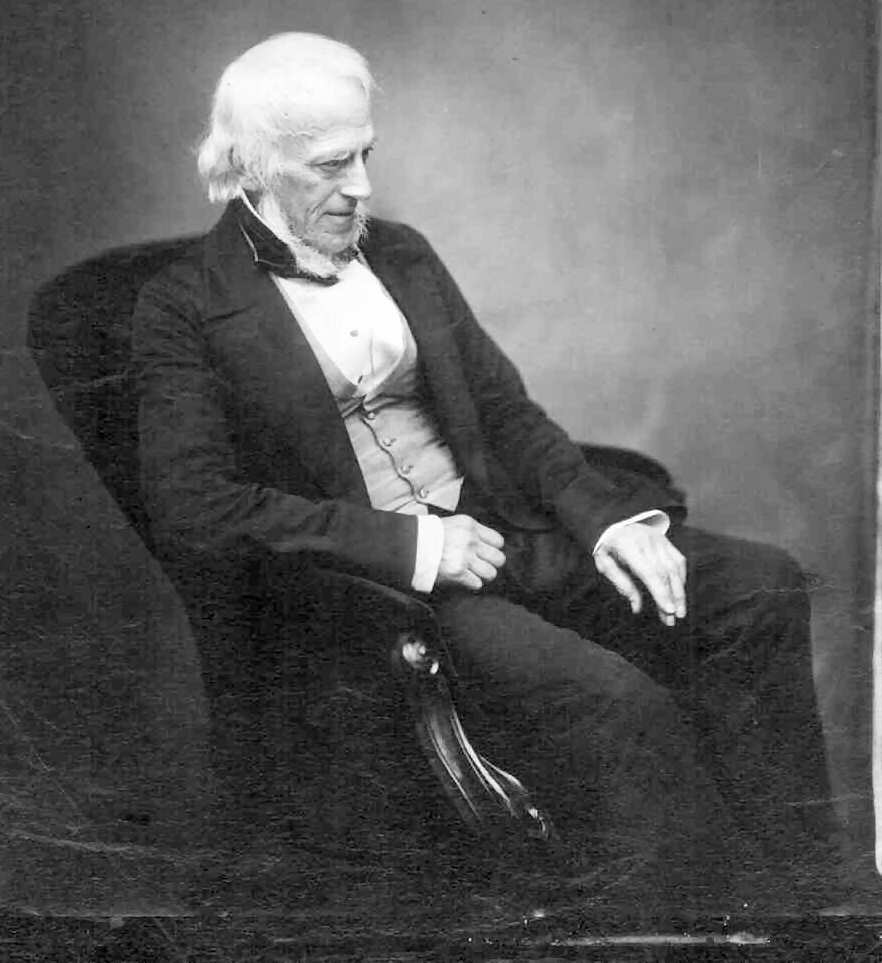
James De Carle Sowerby

James de Carle Sowerby (* 5. Juni 1787 in London; † 26. August 1871 in Kilburn) war ein englischer Naturwissenschaftler und Künstler. Sein offizielles botanisches Autorenkürzel lautet „J.C.Sowerby“.
Ein Sohn war der Mykologe James Sowerby (1815–1834).

## Leben und Wirken
Sowerby war der älteste Sohn des Wissenschaftlers und Miniaturenmalers James Sowerby und dessen Ehefrau Anne de Carle. Der Zoologe George Brettingham Sowerby I war sein jüngerer Bruder. Am 25. September 1813 heiratete Sowerby Mary Edwards. Mit ihr hatte er acht Kinder, darunter auch George Brettingham den Jüngeren.
Die von seinem Vater begonnenen Werke Coloured figures of English fungi or mushrooms und English Botany führte er weiter bzw. überarbeitete sie. 1838 gründete Sowerby zusammen mit seinem Cousin Philip Barnes den Royal Botanical Garden in der Nähe des Regent’s Park. Er wurde zu dessen erstem Sekretär bestimmt und hatte dieses Amt bis 1869 inne. Die Gesellschaft entdeckte schon bald diese Gartenanlagen zum Flanieren und deshalb bezeichnete die Gardener's Gazette diese Einrichtung – sehr zum Missfallen Sowerbys – als Royal Botanical Humbug.
1861 verkaufte Sowerby die Sowerby Collection, die sein Vater, James Sowerby, begonnen hatte, an das Britische Museum. Im Alter von 84 Jahren starb James de Carle Sowerby am 26. August 1871 in seinem Haus in Kilburn.

## Werke
- Grasses of Great Britain, Baines, London, 1882
- Useful plants of Great Britain, Baines, London, 1862